# Kostry
Kostry – wieś w Polsce położona w województwie lubelskim, w powiecie parczewskim, w gminie Milanów. Leży przy drodze wojewódzkiej nr 813.
| SIMC    | Nazwa         | Rodzaj             |
| ------- | ------------- | ------------------ |
| 0016455 | Kostry Wąskie | część miejscowości |
| 0016461 | Mogiłki       | część miejscowości |

W latach 1975–1998 miejscowość administracyjnie należała do województwa bialskopodlaskiego. Miejscowość była przejściowo siedzibą gminy Milanów.
Wieś stanowi sołectwo w gminie Milanów. Według Narodowego Spisu Powszechnego z roku 2011 wieś liczyła 524 mieszkańców.
Wierni Kościoła rzymskokatolickiego należą do parafii św. Jana Chrzciciela w Parczewie.